# فيدوفري
فيدوفري هو نادي كرة قدم في الدنمارك تأسس في 1925.